# B.J.ホイットマー
B.J.ホイットマー（B.J.Whitmer、男性、1978年1月25日 - ）は、アメリカ合衆国出身のプロレスラー。本名はベンジャミン・ホイットマー（Benjamin Whitmer）。ケンタッキー州オーエンズボロ出身。身長183センチメートル、体重98キログラム。2000年1月23日デビュー。 アメリカではWLWやROHなどで活動し、日本ではプロレスリング・ノアで活動。

## 来歴
2000年1月23日、HWAのオハイオ大会にてプロ・デビュー。後に、ハーリー・レイスが主宰するレスリング・アカデミーでトレーニングを積み、WLWを主戦場とする。2001年6月にWLWの提携先であるプロレスリング・ノアへ初来日。初代GHCジュニアヘビー級王者決定トーナメントにエントリーする。シード枠であったが、菊地毅に敗れた。これ以降、不定期にノアへ参戦を継続する。
2003年からは、ROHへ移籍。ハードコア・スタイルを駆使してトップ選手の一人に登り詰める。ROHタッグ王座は4度獲得している。
ROHはノアと提携していることから、2005年に久々にノアへ参戦する。以前はノアではジュニアヘビー級戦線で活躍したが、今度はヘビー級戦線へ転向し、同年8月から9月にかけてのツアー参戦では、モハメド・ヨネ、潮崎豪、ムシキング・テリー、KENTA、森嶋猛らとシングル・マッチで対戦。熱戦を展開し、観客から好評を得た。以降、再びノアへ不定期参戦することとなる。
2007年2月23日、ROHデイトン大会では、当時のROH世界王者であった森嶋猛へ挑戦、敗北した。
同年7月、ROHジャパン・ツアーに参画。ジミー・レイブ、ナイジェル・マッギネスとそれぞれシングル対決し、敗北。
2008年5月のノア参戦時には、5月18日東京都後楽園ホール大会で、ROH世界選手権者ナイジェル・マッギネス対B.J.ホイットマー対KENTAの3ウェイ・タイトルマッチが行われた。ホイットマーがマッギネスのジョー・ブレイカー・ラリアットに沈み、王者が防衛した。
同月28日には、SEM興行にも登場した。
2019年よりAEWにプロデューサー及びコーチとして所属している。

## タイトル歴
ROH世界タッグ王座
- 7代 : w / ダン・マフ（2004年5月4日 - 2004年5月15日）
- 11代 : w / ダン・マフ（2005年2月19日 - 2005年4月2日）
- 12代 : w / ジミー・ジェイコブス（2005年4月2日 - 2005年7月9日）
- 14代 : w / ジミー・ジェイコブス（2005年7月23日 - 2005年10月1日）

## 得意技
- アドレナリン・スパイク

リバース・パイルドライバーと同型。
- エクスプロイダー
- スーパー・クラッシャー

雪崩式エース・クラッシャー。

## 入場テーマ曲
- Down